# 다우렌 쿠룽글리에프
다우렌 쿠룽글리에프(그리스어: Νταουρέν Κουρουγκλίεφ, 1992년 7월 12일~) 또는 다우렌 할리도비치 쿠루글리예프(러시아어: Дауре́н Хали́дович Куругли́ев)는 러시아 출신 그리스의 레슬링 선수이다. 러시아 국가대표 선수로서 유러피언 게임 금메달 1개, 유럽 선수권 대회 금메달 1개를 획득했다. 2023년 그리스로 귀화했으며 2024년 하계 올림픽 자유형 남자 미들급에서 금메달을 획득했다.